# Apatodon
Apatodon („klamavý zub”) je pochybné rodové jméno dinosaura, žijícího na konci období jury před asi 150 až 145 miliony let, na území současného Colorada (lokalita Garden Park) v USA.

## Historie a popis
Fosilie tohoto dinosaura má podobu zvětralého obratle, který paleontolog Othniel Charles Marsh omylem popsal jako "zub druhohorního prasete" a v roce 1877 pro něj stanovil vědecké jméno Apatodon mirus. Již v roce 1890 se ale ukázalo, že se nejedná o fosilní zub, ale o obratel jakéhosi dinosaura. Pravděpodobně se jednalo o fosilii teropoda druhu Allosaurus fragilis. Původní fosilie se nicméně ztratila, proto přesné zařazení zatím není možné.